# Luigj Gurakuqi
Luigj Gurakuqi est un homme d'État, politique et diplomate albanais. Il nait le 19 février 1879 à Shkodër (Albanie) dans une famille catholique. Il est formé dans le collège de Saint François d'Assise de Shkodër (Kolegji Saverian i Shkodres), et est diplômé à Naples (Italie) en sciences biologiques.
Il est l'une des figures les plus brillantes de la Renaissance nationale albanaise, qui se bat à la fois avec la plume et les armes.
Patriote et démocrate, homme d'État (ministre), enseignant de l'albanais et écrivain, il sert la cause albanaise durant les années charnières de l'indépendance de l'Albanie.
Ministre de l'Éducation (en) (1912-1914), il est également ministre des Finances (en) de l'Albanie sous le gouvernement de Fan Noli en 1924.
Il est assassiné à Bari, en Italie, en 1925 par un agent du roi Zog Ier d'Albanie.